# TOZ-87
A TOZ-87 (ТОЗ-87) é uma espingarda semiautomática soviética operada a gás.

## História
A espingarda MTs 24-12 foi projetada entre 1978 e 1987 na TsKIB SOO, como sucessora da MTs 21-12 (a primeira espingarda semiautomática soviética), sob a liderança de N. V. Babanin. Em 1987, foi renomeada para TOZ-87 e a Fábrica de Armamentos de Tula iniciou a produção em série da espingarda.
Após a queda da União Soviética, devido à crise econômica na Federação Russa na década de 1990, os preços das armas de fogo aumentaram. Em setembro de 1994, o custo de uma nova espingarda TOZ-87 de produção padrão passou de 970 mil rublos para 1,5 milhão de rublos.
A TOZ-87 levou ao desenvolvimento da TOZ-194, de ação por bombeamento, em 1994.

## Projeto
A TOZ-87 é uma espingarda de alma lisa.
Possui coronha e guarda-mão de faia ou nogueira, com proteção de recuo de borracha.

## Variantes
- TOZ-87-01 (ТОЗ-87-01), também conhecida como MTs 24-12 (МЦ 24-12) - a primeira versão com cano de 711 mm, coronha de madeira e guarda-mão de madeira.[3][4][1]
- TOZ-87-02 (ТОЗ-87-02) e TOZ-87-03 (ТОЗ-87-03) - com cano de 660 mm[3] e estranguladores removíveis intercambiáveis.[1]
- TOZ-87-04 (ТОЗ-87-04) e TOZ-87-05 (ТОЗ-87-05) - com cano de 540 mm, 3,1 kg.[3]
- TOZ-187 - a segunda versão, com cano de 540 mm, coronha dobrável de plástico e guarda-mão de plástico, 3,0 kg.[9]
- TOZ-187-01 (ТОЗ-187-01)[1]
- TOZ-88 - a última versão com cano de 711 mm, 3,3 kg.
- TOZ-87-4M e TOZ-87-5M - modelos TOZ-87-04 e TOZ-87-05 com canos de 54 cm.
- TOZ-87-06 - com cano estriado que pode disparar balotes Paradox.

## Operadores
- União Soviética[2]
- Bielorrússia - é permitida como arma de caça civil.[5]
- Cazaquistão - é permitida como arma de caça civil.[10]
- Rússia[1] - é permitida como arma de caça civil.[11]